# Liste der Einträge im National Register of Historic Places im Whatcom County
Diese Liste der Einträge im National Register of Historic Places im Whatcom County enthält alle im Whatcom County, Washington in das National Register of Historic Places eingetragenen Gebäude, Bauwerke, Objekte, Stätten oder historischen Distrikte.
Diese Liste entspricht dem Bearbeitungsstand des National Park Service/National Register of Historic Places vom 23. August 2024.

## Legende
| NRHP | Historic Place             |
| HD   | National Historic District |

## Aktuelle Einträge
| [ 2 ] | Name                                                       | Bild                                                       | Eintragsdatum                  | Lage | Ort           | Beschreibung |
| ----- | ---------------------------------------------------------- | ---------------------------------------------------------- | ------------------------------ | --- | ------------- | ------------ |
| 1     | Aftermath Clubhouse                                        | Aftermath Clubhouse                                        | 14. Dez. 1978 ID-Nr. 78002785  | 1300 Broadway 48° 45′ 28″ N, 122° 29′ 24″ W | Bellingham    |              |
| 2     | Austin Pass Warming Hut                                    | Austin Pass Warming Hut                                    | 21. Dez. 1990 ID-Nr. 90001866  | südöstlich von Bagley Lakes, Mt. Baker-Snoqualmie NF 48° 51′ 18″ N, 121° 40′ 59″ W                                                                   | Glacier       |              |
| 3     | Dr. William H. and Frances C. Axtell House                 | Dr. William H. and Frances C. Axtell House                 | 7. März 2012 ID-Nr. 12000087   | 413 E. Maple St. 48° 44′ 43,8″ N, 122° 28′ 41,3″ W                                                                                                   | Bellingham    |              |
| 4     | B. P. O. E. Building                                       | B. P. O. E. Building                                       | 26. März 1992 ID-Nr. 92000282  | 1412-1414 Cornwall Ave. 48° 45′ 5″ N, 122° 28′ 31″ W                                                                                                 | Bellingham    |              |
| 5     | George H. Bacon House                                      | George H. Bacon House                                      | 21. Nov. 1974 ID-Nr. 74001989  | 2001 Eldridge Ave. 48° 45′ 33″ N, 122° 29′ 43″ W | Bellingham    |              |
| 6     | Barlow Building                                            | Barlow Building                                            | 15. Dez. 2004 ID-Nr. 04001371  | 211 W. Holly St. 48° 45′ 9″ N, 122° 28′ 50″ W | Bellingham    |              |
| 7     | Beaver Pass Shelter                                        | weitere Bilder                                             | 10. Feb. 1989 ID-Nr. 88003448  | Beaver Pass, westlich des Ross Lake 48° 52′ 20″ N, 121° 14′ 56″ W                                                                                    | Diablo        |              |
| 8     | Bellingham City Hall                                       | Bellingham City Hall                                       | 30. Dez. 2011 ID-Nr. 11000987  | 210 Lottie St. 48° 45′ 19,9″ N, 122° 28′ 43,8″ W | Bellingham    |              |
| 9     | Bellingham Herald Building                                 | weitere Bilder                                             | 31. Dez. 2013 ID-Nr. 13001032  | 1155 N. State St. 48° 44′ 50,8″ N, 122° 28′ 44,7″ W                                                                                                  | Bellingham    |              |
| 10    | Bellingham National Bank Building                          | Bellingham National Bank Building                          | 13. Okt. 1983 ID-Nr. 83004275  | 101-111 E. Holly St. 48° 45′ 0″ N, 122° 28′ 38″ W | Bellingham    |              |
| 11    | Berthusen Barn and Privy                                   | Berthusen Barn and Privy                                   | 22. Apr. 2003 ID-Nr. 03000306  | 8837 Bethusen Rd. 48° 57′ 43″ N, 122° 30′ 25″ W | Lynden        |              |
| 12    | Alfred L. Black House                                      | Alfred L. Black House                                      | 4. Dez. 1980 ID-Nr. 80004012   | 158 S. Forest St. 48° 44′ 7″ N, 122° 29′ 38″ W | Bellingham    |              |
| 13    | Boundary Marker No. 1                                      | weitere Bilder                                             | 30. Mai 1975 ID-Nr. 75001881   | Marine Dr. an der Staatsgrenze zu Kanada 49° 0′ 8″ N, 123° 5′ 17″ W                                                                                  | Point Roberts |              |
| 14    | Broadway Park Historic District                            | Broadway Park Historic District                            | 4. Jan. 2012 ID-Nr. 11001014   | zwischen Illinois, W. North, Summer und Ellis Sts. 48° 45′ 54,9″ N, 122° 28′ 36,6″ W                                                                 | Bellingham    |              |
| 15    | Cissna Cottages Historic District                          | Cissna Cottages Historic District                          | 11. Jan. 2010 ID-Nr. 09001219  | zwischen der H., Halleck, G. und Girard Sts. 48° 45′ 35,1″ N, 122° 29′ 1,6″ W                                                                        | Bellingham    |              |
| 16    | Copper Mountain Fire Lookout                               | weitere Bilder                                             | 10. Feb. 1989 ID-Nr. 88003446  | Copper Mountain, östlich vom Hannegan Campground 48° 54′ 33″ N, 121° 27′ 41″ W                                                                       | Newhalem      |              |
| 17    | Daylight Building                                          | Daylight Building                                          | 15. Dez. 2004 ID-Nr. 04001370  | 1201-1213 N. State St. 48° 44′ 59″ N, 122° 28′ 43″ W                                                                                                 | Bellingham    |              |
| 18    | Deer Lick Cabin                                            | weitere Bilder                                             | 10. Feb. 1989 ID-Nr. 88003452  | östlich von Ross Lake und dem Lightning Creek Trail, südlich vom Three Fools Trail 48° 54′ 0″ N, 120° 58′ 46″ W                                      | Hozomeen      |              |
| 19    | Desolation Peak Lookout                                    | weitere Bilder                                             | 10. Feb. 1989 ID-Nr. 88003451  | am Desolation Peak östlich vom Ross Lake 48° 54′ 42″ N, 121° 0′ 54″ W                                                                                | Hozomeen      |              |
| 20    | Devil’s Corner Cliff Walk                                  | weitere Bilder                                             | 7. Juni 1974 ID-Nr. 74000909   | nördlich von Newhalem in der Ross Lake National Recreation Area 48° 41′ 28″ N, 121° 13′ 23″ W                                                        | Newhalem      |              |
| 21    | Diablo Hydroelectric Power Plant                           | weitere Bilder                                             | 30. Juni 1989 ID-Nr. 89000498  | am WA 20 und am westlichen Ende vom Diablo Lake 48° 42′ 52″ N, 121° 8′ 4″ W                                                                          | Newhalem      |              |
| 22    | J. J. Donovan House                                        | J. J. Donovan House                                        | 27. Jan. 1983 ID-Nr. 83003356  | 1201 Garden St. 48° 44′ 47″ N, 122° 28′ 31″ W | Bellingham    |              |
| 23    | Downtown Bellingham Historic District                      | Downtown Bellingham Historic District                      | 29. Dez. 2014 ID-Nr. 14001110  | zwischen der E. Maple, N. Forest, York, Prospect, Bay und W. Chestnut Sts., Central und Cornwall Aves. 48° 45′ 43″ N, 122° 29′ 48″ W                 | Bellingham    |              |
| 24    | Eldridge Avenue Historic District                          | Eldridge Avenue Historic District                          | 27. Juli 1979 ID-Nr. 79002566  | Eldridge Ave. 48° 45′ 43″ N, 122° 29′ 48″ W |               |              |
| 25    | Eldridge Homesite and Mansion                              | Eldridge Homesite and Mansion                              | 27. Jan. 1983 ID-Nr. 83003357  | 2915 Eldridge Ave. 48° 45′ 46″ N, 122° 30′ 29″ W | Bellingham    |              |
| 26    | Fairhaven Historic District                                | weitere Bilder                                             | 19. Aug. 1977 ID-Nr. 77001363  | zwischen der 10th und 13th Sts., Columbia und Larrabee Aves. 48° 43′ 13″ N, 122° 30′ 7″ W                                                            | Bellingham    |              |
| 27    | Fairhaven Library                                          | Fairhaven Library                                          | 3. Aug. 1982 ID-Nr. 82004907   | 1105 12th St. 48° 43′ 17″ N, 122° 30′ 5″ W | Bellingham    |              |
| 28    | Fish and Game-Hozomeen Cabin                               | weitere Bilder                                             | 10. Feb. 1989 ID-Nr. 88003454  | Hozomeen Lake-Lightning Creek trailhead an der Ostseite des Ross Lake 48° 59′ 8″ N, 121° 4′ 7″ W                                                     | Hozomeen      |              |
| 29    | Flatiron Building                                          | Flatiron Building                                          | 27. Jan. 1983 ID-Nr. 83003358  | 1311-1319 Bay St. 48° 45′ 7″ N, 122° 28′ 47″ W | Bellingham    |              |
| 30    | Gamwell House                                              | Gamwell House                                              | 16. März 1972 ID-Nr. 72001282  | 1001 16th St. 48° 43′ 26″ N, 122° 29′ 44″ W | Bellingham    |              |
| 31    | Glacier Ranger Station                                     | Glacier Ranger Station                                     | 17. Sep. 1980 ID-Nr. 80004013  | Mount Baker Hwy. 48° 53′ 16″ N, 121° 56′ 7″ W | Glacier       |              |
| 32    | Gorge Hydroelectric Power Plants                           | weitere Bilder                                             | 30. Juni 1989 ID-Nr. 89000499  | am WA 20 und dem westlichen Ende des Gorge Lake 48° 40′ 32,4″ N, 121° 14′ 25″ W                                                                      | Newhalem      |              |
| 33    | Great Northern Passenger Station                           | Great Northern Passenger Station                           | 30. Mai 1975 ID-Nr. 75001879   | am südlichen Ende der D St. 48° 45′ 14″ N, 122° 29′ 7″ W                                                                                             | Bellingham    |              |
| 34    | Hotel Laube                                                | Hotel Laube                                                | 29. Aug. 2003 ID-Nr. 01000477  | 1226 N. State St. 48° 44′ 52″ N, 122° 28′ 35″ W | Bellingham    |              |
| 35    | Hovander Homestead                                         | Hovander Homestead                                         | 16. Okt. 1974 ID-Nr. 74001990  | 5299 Neilson Rd. 48° 49′ 46″ N, 122° 35′ 24″ W | Ferndale      |              |
| 36    | Immanuel School of Industries-Department of Public Welfare | Immanuel School of Industries-Department of Public Welfare | 7. Nov. 2003 ID-Nr. 03001127   | 1303 Astor St. 48° 53′ 10″ N, 122° 39′ 39″ W | Bellingham    |              |
| 37    | International Boundary US-Canada                           |                                                            | 10. Feb. 1989 ID-Nr. 88003450  | an der Staatsgrenze zu Kanada, dem östlichen Teil des Ross Lake NRA und westlichen Areal vom North Cascades Nationalpark 49° 0′ 4″ N, 121° 31′ 19″ W | Hozomeen      |              |
| 38    | Koma Kulshan Ranger Station                                | Koma Kulshan Ranger Station                                | 10. Juni 1991 ID-Nr. 91000708  | Forest Rd. 11, westlich am Baker Lake im Mt. Baker National Forest 48° 39′ 42″ N, 121° 42′ 49″ W                                                     | Concrete      |              |
| 39    | Larrabee House                                             | Larrabee House                                             | 30. Mai 1975 ID-Nr. 75001880   | 405 Fieldston Rd. 48° 42′ 43″ N, 122° 30′ 26″ W | Bellingham    |              |
| 40    | Leopold Hotel                                              | Leopold Hotel                                              | 19. Feb. 1982 ID-Nr. 82004306  | 1224 Cornwall Ave. 48° 44′ 57″ N, 122° 28′ 43″ W | Bellingham    |              |
| 41    | Lynden Department Store                                    | weitere Bilder                                             | 20. Juli 2011 ID-Nr. 11000476  | 444 Front St. 48° 56′ 35″ N, 122° 27′ 10″ W | Lynden        |              |
| 42    | Middle Fork Nooksack River Bridge                          | Middle Fork Nooksack River Bridge                          | 16. Juli 1982 ID-Nr. 82004305  | Mosquito Lake Rd. 48° 47′ 5″ N, 122° 6′ 40″ W | Acme          |              |
| 43    | Montague and McHugh Building                               | Montague and McHugh Building                               | 29. Apr. 1993 ID-Nr. 93000371  | 114 W. Magnolia St. 48° 45′ 5″ N, 122° 28′ 41,1″ W                                                                                                   | Bellingham    |              |
| 44    | Morse Hardware Company Building                            | Morse Hardware Company Building                            | 2. Feb. 2005 ID-Nr. 04001594   | 1023-1025 N. State St. 48° 44′ 52″ N, 122° 28′ 52″ W                                                                                                 | Bellingham    |              |
| 45    | Robert I. Morse House                                      | Robert I. Morse House                                      | 7. Nov. 1977 ID-Nr. 77001364   | 1014 N. Garden St. 48° 44′ 41″ N, 122° 28′ 38″ W | Bellingham    |              |
| 46    | Mount Baker Theatre                                        | weitere Bilder                                             | 14. Dez. 1978 ID-Nr. 78002786  | 106 N. Commercial St. 48° 45′ 8″ N, 122° 28′ 36″ W                                                                                                   | Bellingham    |              |
| 47    | MV Plover                                                  | MV Plover                                                  | 4. Juni 1997 ID-Nr. 97000551   | 245 Marine Dr.;Blaine Harbor Berth A-11 48° 59′ 37″ N, 122° 45′ 31″ W                                                                                | Blaine        |              |
| 48    | Nooksack Falls Hydroelectric Power Plant                   | weitere Bilder                                             | 15. Dez. 1988 ID-Nr. 88002735  | Rt. 542 on Nooksack River 48° 54′ 33″ N, 121° 49′ 31″ W                                                                                              | Glacier       |              |
| 49    | Oakland Block                                              | Oakland Block                                              | 25. März 1999 ID-Nr. 99000403  | 310-318 W. Holly St. und 419 Champion St. 48° 45′ 6,1″ N, 122° 28′ 54,1″ W                                                                           | Bellingham    |              |
| 50    | Old Main, Western Washington State College                 | weitere Bilder                                             | 7. Nov. 1977 ID-Nr. 77001365   | 516 High St. 48° 44′ 17″ N, 122° 28′ 58″ W | Bellingham    |              |
| 51    | Orchard Terrace Apartments                                 | Orchard Terrace Apartments                                 | 21. Juli 2015 ID-Nr. 15000456  | 901 N. Forest St. 48° 44′ 37″ N, 122° 28′ 55,6″ W | Bellingham    |              |
| 52    | Park Butte Lookout                                         | weitere Bilder                                             | 14. Juli 1987 ID-Nr. 87001189  | Mt. Baker Ranger District, südlich des Easton Glacier am Mt. Baker 48° 42′ 59″ N, 121° 51′ 18″ W                                                     | Sedro-Woolley |              |
| 53    | Peace Arch                                                 | weitere Bilder                                             | 13. Dez. 1996 ID-Nr. 96001493  | Peace Arch State Park, US 5 an der Staatsgrenze zu Kanada 48° 59′ 59″ N, 122° 45′ 10″ W                                                              | Blaine        |              |
| 54    | Perry Creek Shelter                                        | weitere Bilder                                             | 10. Feb. 1989 ID-Nr. 88003447  | am Little Beaver Trail 48° 55′ 16″ N, 121° 9′ 21″ W                                                                                                  | Hozomeen      |              |
| 55    | Pickett House                                              | weitere Bilder                                             | 13. Dez. 1971 ID-Nr. 71000881  | 910 Bancroft St. 48° 45′ 23″ N, 122° 29′ 4″ W | Bellingham    |              |
| 56    | T. G. Richards and Company Store                           | weitere Bilder                                             | 28. Aug. 2003 ID-Nr. 03000861  | 1308 E St. 48° 45′ 17,2″ N, 122° 29′ 10,3″ W | Bellingham    |              |
| 57    | Victor A. Roeder House                                     | Victor A. Roeder House                                     | 7. Nov. 1977 ID-Nr. 77001366   | 2600 Sunset Dr. 48° 45′ 56″ N, 122° 28′ 41″ W | Bellingham    |              |
| 58    | Lottie Roth Block                                          | Lottie Roth Block                                          | 12. Dez. 1978 ID-Nr. 78002787  | 1106 W. Holly St. 48° 45′ 22″ N, 122° 29′ 14″ W | Bellingham    |              |
| 59    | Sanitary Meat Market                                       | Sanitary Meat Market                                       | 2. Feb. 2005 ID-Nr. 04001593   | 1015-1019 N. State St. 48° 44′ 52″ N, 122° 28′ 53″ W                                                                                                 | Bellingham    |              |
| 60    | Sehome Hill Historic District                              | Sehome Hill Historic District                              | 13. Feb. 2001 ID-Nr. 01000063  | Jersey, Key, Liberty, Mason, Newell, E. Myrtle, E. Laurel, und E. Maple Sts. 48° 44′ 22,6″ N, 122° 28′ 31,7″ W                                       | Bellingham    |              |
| 61    | Si'ke village with historic area called Tsi'lich           | Si'ke village with historic area called Tsi'lich           | 30. Juni 2000 ID-Nr. 00000697  | Adresse nicht veröffentlicht | Blaine        |              |
| 62    | Skagit River and Newhalem Creek Hydroelectric Projects     | weitere Bilder                                             | 26. Apr. 1996 ID-Nr. 96000416  | in Newhalem am Skagit River und dem Ross Dam 48° 41′ 50″ N, 121° 11′ 14″ W                                                                           | Newhalem      |              |
| 63    | Sourdough Mountain Lookout                                 | weitere Bilder                                             | 10. Feb. 1989 ID-Nr. 88003449  | am Sourdough Mountain, nordöstlich von Diablo 48° 44′ 34″ N, 121° 6′ 29″ W                                                                           | Diablo        |              |
| 64    | South Hill Historic District                               | South Hill Historic District                               | 24. Feb. 2010 ID-Nr. 09001296  | zwischen der Knox, 11th, State, Cedar, 17th, und Highland Sts. 48° 43′ 42,1″ N, 122° 29′ 51,9″ W                                                     | Bellingham    |              |
| 65    | U.S. Post Office and Courthouse                            | weitere Bilder                                             | 30. Apr. 1979 ID-Nr. 79003157  | 104 W. Magnolia St. 48° 45′ 5″ N, 122° 28′ 35″ W | Bellingham    |              |
| 66    | US Post Office-Lynden Main                                 | weitere Bilder                                             | 7. Aug. 1991 ID-Nr. 91000648   | 600 Front St. 48° 56′ 34″ N, 122° 27′ 13″ W | Lynden        |              |
| 67    | James F. Wardner House                                     | James F. Wardner House                                     | 1. Dez. 1988 ID-Nr. 88002744   | 1103 15th St. 48° 43′ 21″ N, 122° 29′ 49″ W | Bellingham    |              |
| 68    | Washington Grocery Company Warehouse                       | Washington Grocery Company Warehouse                       | 13. Dez. 1996 ID-Nr. 96001494  | 1125 Railroad Ave. 48° 44′ 54″ N, 122° 29′ 33″ W | Bellingham    |              |
| 69    | Whatcom Museum of History and Art                          | weitere Bilder                                             | 3. Apr. 1970 ID-Nr. 70000648   | 121 Prospect St. 48° 45′ 10″ N, 122° 28′ 48″ W | Bellingham    |              |
| 70    | Wild Goose Pass Tree                                       |                                                            | 7. Juni 1991 ID-Nr. 91000706   | Adresse nicht veröffentlicht | Glacier       |              |
| 71    | Winchester Mountain Lookout                                | weitere Bilder                                             | 14. Juli 1987 ID-Nr. 87001188  | Mt. Baker Wilderness Area overlooking the N fork of Nooksack River and W fork of Silesia Creek 48° 57′ 25″ N, 121° 38′ 31″ W                         | Sedro-Woolley |              |
| 72    | York Historic District                                     | York Historic District                                     | 1. Feb. 2010 ID-Nr. 09001297   | zwischen der Ellis St., Meador Ave., Interstate 5 und Lakeway Dr. 48° 44′ 57,5″ N, 122° 28′ 4,9″ W                                                   | Bellingham    |              |
| 73    | Woodstock Farm                                             | weitere Bilder                                             | 10. Aug. 2021 ID-Nr. 100006806 | 1200 Chuckanut Dr. 48° 41′ 52,4″ N, 122° 29′ 44,9″ W                                                                                                 | Bellingham    |              |
| 74    | Young Women’s Christian Association                        | Young Women’s Christian Association                        | 21. Apr. 1977 ID-Nr. 77001367  | 1026 N. Forest St. 48° 44′ 43″ N, 122° 28′ 44,2″ W                                                                                                   | Bellingham    |              |